# Synagoga w Kordobie

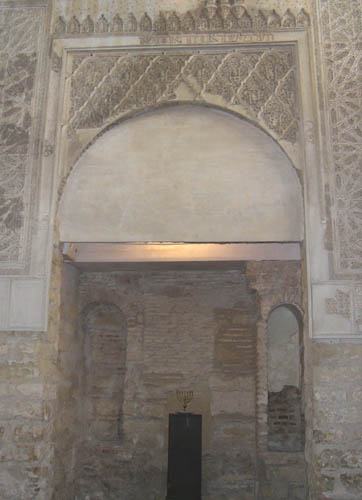
Aron ha-kodesz

Synagoga w Kordobie – synagoga znajdująca się w Kordobie, umieszczona przy ulicy Judíos. Została zbudowana przez robotników kierowanych przez Isaqa Moheba w 1315 roku (w 5075 zgodnie z kalendarzem żydowskim) w stylu mudejar.
Składa się z patio, do którego wchodzi się od ulicy i przez które przechodzi się do korytarza prowadzącego do głównej sali modlitewnej. Z prawej strony od korytarza znajdują się schody w kierunku galerii dla kobiet. Owa galeria jest połączona z salą modlitewną poprzez trzy balkony udekorowane łukami. Wymiary sali modlitewnej to 6,95 × 6,37 m. Wysokość wynosi ponad 6 m. W prawej części tej sali znajduje się Aron ha-kodesz, obramowane ornamentem architektonicznym. Naprzeciwko jest mała nisza z łukiem, pod którym znajdował się ołtarz z Santa Quiteria.
Po wypędzeniu Żydów w 1492, budynek pełnił różne funkcje. Między innymi był to szpital chorych na wściekliznę z Santa Quiteria, kaplica św. Kryspina cechu szewskiego i szkoła dla małych dzieci. Budynek pełnił te funkcje do 1885 roku, kiedy został uznany za zabytek narodowy. Od tego czasu był wielokrotnie restaurowany. Jeden z remontów został przeprowadzony przez Félixa Hernándeza w 1929 roku. Inny miał miejsce w 1977 roku, po czym synagoga została ponownie otwarta w 1985 w 850 rocznicę urodzin Mojżesza Majmonidesa.